# Nekrolog 4. Quartal 1956
Nekrolog
◄◄
| ◄
| 1952
| 1953
| 1954
| 1955
| 1956 | 1957 | 1958 | 1959 | 1960 | ► | ►►
1. Quartal |
2. Quartal |
3. Quartal |
4. Quartal 1956
Weitere Ereignisse | Allgemeiner Nekrolog 1956
Die Beschreibung der verstorbenen Person sollte so kurz wie möglich gehalten sein und nur deren signifikante Tätigkeit(en) enthalten.
Neue Namen ggf. auch unter dem Geburts- und Sterbedatum, also etwa unter 1. Januar und im Geburts- und Sterbejahr (2024) eintragen (nur bei entsprechender großer Wichtigkeit). Für Beispiele siehe die schon vorhandenen Artikel.
Außerdem über die fünf zuletzt Verstorbenen, zu denen es einen ausreichend guten Artikel für eine Präsentation auf der Hauptseite gibt, nach der todesbedingten Überarbeitung der Artikel ggf. auch unter Wikipedia Diskussion:Hauptseite informieren und sie am besten auch in den anderen Wikipedia-Sprachversionen eintragen. Tipp: Regelmäßig bei news.google.de nach „ist tot“, „gestorben“ oder „verstorben“ suchen.
Wenn eine Person gestorben ist, gibt es viele Seiten zu dieser Person in der Wikipedia, die davon auch betroffen sind und entsprechend aktualisiert werden müssen. Beispiele: Namenübersichtsseite, Geburtsjahr, Geburtsort-Seiten und viele mehr.
Wie finde ich die betroffenen Seiten?
Im Suchfeld auf der linken Seite gibt man den Suchbegriff so ein: „Vorname Nachname“. Dann klickt man auf Volltext und alle Seiten mit entsprechendem Suchtext werden aufgerufen. Hier sieht man dann schnell, wo auch das Todesjahr Sinn macht oder sogar ein Teil des Artikels angepasst werden muss. Auch hilft das „Werkzeug“ auf der linken Seite sehr gut, um solche Seiten aufzufinden: „Links auf diese Seite“. Somit ist die Wikipedia wieder aktuell in allen Bereichen! Hinweis: bei Eintragung der Kategorie „Gestorben JAHR“ wird der Missbrauchsfilter 49 ausgelöst, was jedoch nicht schlimm ist. Siehe: Spezial:Missbrauchsfilter/49
Dies ist eine Liste von im vierten Quartal 1956 verstorbenen bekannten Persönlichkeiten. Die Einträge erfolgen innerhalb der einzelnen Daten alphabetisch sortiert. Tiere sind im Nekrolog für Tiere zu finden.

## Oktober
| Tag         | Name                                | Beruf, bekannt als                                                                                      | Alter | Beleg |
| ----------- | ----------------------------------- | --- | ----- | ----- |
| 1. Oktober  | Philipp Elkuch                      | liechtensteinischer Politiker                                                                           | 69    |       |
| 1. Oktober  | Raymond Augustine Kearney           | US-amerikanischer Weihbischof in Brooklyn                                                               | 54    |       |
| 1. Oktober  | Stan Ockers                         | belgischer Radrennfahrer                                                                                | 36    |       |
| 1. Oktober  | Albert Von Tilzer                   | amerikanischer Musikproduzent                                                                           | 78    |       |
| 2. Oktober  | George Bancroft                     | US-amerikanischer Schauspieler                                                                          | 74    |       |
| 2. Oktober  | Henry Pratt Fairchild               | US-amerikanischer Soziologe                                                                             | 76    |       |
| 2. Oktober  | Jürgen Wilhelm Harms                | deutscher Zoologe und Hochschullehrer                                                                   | 71    |       |
| 2. Oktober  | Georg Masing                        | deutscher Chemiker, Metallurg und Hochschullehrer                                                       | 71    |       |
| 3. Oktober  | Franz Lanters                       | Oberbürgermeister von Koblenz                                                                           | 79    |       |
| 3. Oktober  | Hermann Proetel                     | deutscher Bauingenieur, Spezialist für Seehafen- und Kanalbau                                           | 79    |       |
| 3. Oktober  | Arthur Rohn                         | Schweizer Bauingenieur                                                                                  | 78    |       |
| 3. Oktober  | Kulbir Thapa                        | nepalesischer Träger des Victoria Cross                                                                 | 66    |       |
| 4. Oktober  | Mel Brock                           | kanadischer Sprinter und Mittelstreckenläufer                                                           | 68    |       |
| 4. Oktober  | Rudolf Hägni                        | Schweizer Lehrer, Liedtexter und Schriftsteller                                                         | 68    |       |
| 4. Oktober  | Wilhelm Starlinger                  | deutscher Internist und Hochschullehrer                                                                 | 57    |       |
| 4. Oktober  | Tommy Thistlethwayte                | britischer Autorennfahrer                                                                               | 52    |       |
| 4. Oktober  | Franz Vogel                         | deutscher Filmproduzent                                                                                 | 72    |       |
| 5. Oktober  | Juan Armet                          | spanischer Fußballspieler und -trainer                                                                  | 61    |       |
| 6. Oktober  | Léon Dupont                         | belgischer Leichtathlet                                                                                 | 75    |       |
| 6. Oktober  | Charles E. Merrill                  | US-amerikanischer Investmentbanker                                                                      | 70    |       |
| 6. Oktober  | Götz von Selle                      | deutscher Bibliothekar, Historiker und Hochschullehrer                                                  | 63    |       |
| 6. Oktober  | Paul Stein                          | deutscher Bergbauingenieur und Generaldirektor der Zeche Auguste Victoria                               | 82    |       |
| 7. Oktober  | Maud Allan                          | kanadisch-amerikanische Tänzerin                                                                        | 83    |       |
| 7. Oktober  | Clarence Birdseye                   | US-amerikanischer Erfinder der Tiefkühlkost                                                             | 69    |       |
| 7. Oktober  | Hans Heldt                          | deutscher Landrat                                                                                       | 69    |       |
| 7. Oktober  | Gordon Ferrie Hull                  | US-amerikanischer Physiker und Hochschullehrer                                                          | 86    |       |
| 7. Oktober  | Max von Prittwitz und Gaffron       | deutscher Generalmajor im Zweiten Weltkrieg                                                             | 80    |       |
| 8. Oktober  | Paul Eyferth                        | deutscher Politiker, Landrat und Bürgermeister von Wolfenbüttel                                         | 84    |       |
| 8. Oktober  | Walter Walker                       | US-amerikanischer Politiker                                                                             | 73    |       |
| 9. Oktober  | Mahmud Barzandschi                  | kurdischer Führer und Geistlicher                                                                       |       |       |
| 9. Oktober  | Schahan R. Berberian                | armenischer Philosoph, Komponist und Schriftsteller                                                     | 65    |       |
| 9. Oktober  | Ferdinand Bimpage                   | deutscher Fotograf                                                                                      | 88    |       |
| 9. Oktober  | Marie Doro                          | US-amerikanische Bühnen- und Filmschauspielerin der Stummfilmära                                        | 74    |       |
| 9. Oktober  | Lucie Höflich                       | deutsche Schauspielerin                                                                                 | 73    |       |
| 9. Oktober  | Friedrich Janssen                   | deutsches Vorstandsmitglied der Friedrich Krupp AG                                                      | 69    |       |
| 11. Oktober | Albert MacCarthy                    | US-amerikanischer Bergsteiger                                                                           | 80    |       |
| 11. Oktober | John Gregory Murray                 | US-amerikanischer Erzbischof von Saint Paul                                                             | 79    |       |
| 12. Oktober | Otto Bruchwitz                      | deutscher Pädagoge und Heimatforscher                                                                   | 79    |       |
| 12. Oktober | Eugenio Bruni                       | italienisch-französischer Radrennfahrer                                                                 | 72    |       |
| 12. Oktober | Anton Kern                          | österreichischer Bibliothekar und Bibliothekswissenschaftler                                            | 73    |       |
| 12. Oktober | Willy von Nordeck                   | deutscher Admiral                                                                                       | 68    |       |
| 12. Oktober | Lorenzo Perosi                      | italienischer Kirchenmusikkomponist                                                                     | 83    |       |
| 12. Oktober | Percy Priest                        | US-amerikanischer Politiker                                                                             | 56    |       |
| 12. Oktober | Klara Schapiro                      | Polizeiassistentin in Mainz                                                                             | 85    |       |
| 12. Oktober | Erich Spießbach                     | deutscher Maler, Zeichner, Bildhauer und Autor                                                          | 54    |       |
| 12. Oktober | August Trümper                      | deutscher Maler, Gestalter und Hochschullehrer                                                          | 81    |       |
| 13. Oktober | Robert Lehr                         | deutscher Politiker, MdB                                                                                | 73    |       |
| 13. Oktober | Otto Tangen                         | norwegischer Nordischer Kombinierer                                                                     | 70    |       |
| 13. Oktober | Cahit Sıtkı Tarancı                 | türkischer Dichter                                                                                      | 46    |       |
| 13. Oktober | John William Trevan                 | britischer Pharmakologe                                                                                 | 69    |       |
| 14. Oktober | Jeanne d’Alcy                       | französische Schauspielerin                                                                             | 91    |       |
| 14. Oktober | Benno von Arent                     | deutscher Architekt, "Reichsbühnenbildner" im Dritten Reich                                             | 58    |       |
| 14. Oktober | Owen Davis                          | US-amerikanischer Dramatiker                                                                            | 82    |       |
| 14. Oktober | Alexander Ernemann                  | deutscher Unternehmer, Konstrukteur von Kinogeräten                                                     | 78    |       |
| 14. Oktober | Paul Rudolf Geipel                  | deutscher Pathologe                                                                                     |       |       |
| 14. Oktober | Margaret Joslin                     | US-amerikanische Schauspielerin                                                                         | 73    |       |
| 14. Oktober | Guntram Lesch                       | deutscher Elektrotechniker                                                                              | 56    |       |
| 14. Oktober | Jules Richard                       | französischer Mathematiker                                                                              | 94    |       |
| 15. Oktober | Nikolaus Irsch                      | deutscher katholischer Geistlicher und Kunsthistoriker                                                  | 83    |       |
| 16. Oktober | Roland Bocquet                      | britischer, in Dresden ansässiger Komponist und Pianist                                                 | 78    |       |
| 16. Oktober | Ernst Heinrich Ein                  | estnischer Jurist                                                                                       | 66    |       |
| 16. Oktober | William A. Ekwall                   | US-amerikanischer Jurist und Politiker                                                                  | 69    |       |
| 16. Oktober | Ernest Hoepffner                    | französischer Romanist                                                                                  | 76    |       |
| 16. Oktober | Peter Louis                         | deutscher katholischer Priester, Verbandsseelsorger, Publizist und Organisator                          | 70    |       |
| 16. Oktober | Jules Rimet                         | französischer Präsident der FIFA                                                                        | 83    |       |
| 16. Oktober | Jack Southworth                     | englischer Fußballspieler                                                                               | 89    |       |
| 16. Oktober | Friedrich Andreas Willfort          | österreichischer Bauingenieur, Generalsekretär des „Österreichischen Ingenieur- und Architektenvereins“ | 76    |       |
| 17. Oktober | Anne Crawford                       | britische Schauspielerin                                                                                | 35    |       |
| 17. Oktober | Hellmut Froböß                      | deutscher Polizeipräsident von Danzig und Oberlandesgerichtspräsident Posen                             | 71    |       |
| 17. Oktober | Paul Kohlmann                       | deutscher Politiker, MdR                                                                                | 62    |       |
| 17. Oktober | Salvador Mejía Jáuregui             | mexikanischer Fußballfunktionär                                                                         | 61    |       |
| 17. Oktober | René Ronsil                         | französischer Sänger, Ornithologe und Bibliothekar                                                      | 48    |       |
| 17. Oktober | Heinrich Seliger                    | deutscher Lehrer und Kommunalpolitiker                                                                  | 67    |       |
| 18. Oktober | Grosvenor Atterbury                 | US-amerikanischer Architekt                                                                             | 87    |       |
| 18. Oktober | Theodor Berger                      | österreichisches Mitglied des Bundesrates                                                               | 81    |       |
| 18. Oktober | Josef Blum                          | österreichischer Fußballspieler und Trainer                                                             | 58    |       |
| 18. Oktober | Erich Botzenhart                    | deutscher Historiker                                                                                    | 55    |       |
| 18. Oktober | Fritz Salo Glaser                   | Dresdner Rechtsanwalt und Kunstsammler                                                                  | 80    |       |
| 18. Oktober | Vitus Heller                        | deutscher Politiker                                                                                     | 74    |       |
| 18. Oktober | Robert Hodgson                      | britischer Diplomat                                                                                     | 82    |       |
| 18. Oktober | Karl Mikl                           | österreichischer Politiker und Landwirt                                                                 | 61    |       |
| 18. Oktober | Harry Parry                         | britischer Jazzmusiker                                                                                  | 44    |       |
| 19. Oktober | José Escribens                      | peruanischer Moderner Fünfkämpfer                                                                       | 45    |       |
| 19. Oktober | Emanuel Jonasson                    | schwedischer Komponist und Musiker                                                                      | 70    |       |
| 19. Oktober | Isham Jones                         | US-amerikanischer Bigband-Leader                                                                        | 62    |       |
| 20. Oktober | Eugen Bircher                       | Schweizer Chirurg, Offizier und Politiker                                                               | 74    |       |
| 20. Oktober | Fernand Dumas                       | Schweizer Architekt                                                                                     | 64    |       |
| 20. Oktober | Johann Lange                        | deutscher Politiker, MdL                                                                                | 59    |       |
| 20. Oktober | Borg Mesch                          | schwedischer Fotograf und Bergsteiger                                                                   | 86    |       |
| 20. Oktober | Joachim von Moltke                  | deutscher Politiker, MdR                                                                                | 64    |       |
| 20. Oktober | Thomas Ramsay                       | schottischer Politiker                                                                                  |       |       |
| 20. Oktober | Mikkjal á Ryggi                     | färöischer Lehrer, Schriftsteller und Politiker                                                         | 77    |       |
| 21. Oktober | Ludwig Arzt                         | deutscher Unternehmer                                                                                   | 83    |       |
| 21. Oktober | Ángel Castro Argiz                  | Vater von Fidel, Raúl und Ramón Castro                                                                  | 80    |       |
| 21. Oktober | James FitzGerald-Kenney             | irischer Politiker                                                                                      | 78    |       |
| 21. Oktober | John Garrels                        | US-amerikanischer Leichtathlet                                                                          | 70    |       |
| 21. Oktober | Joseph Laurent Philippe             | römisch-katholischer Bischof von Luxemburg                                                              | 79    |       |
| 21. Oktober | Laurentius Siemer                   | deutscher Dominikaner                                                                                   | 68    |       |
| 22. Oktober | Anton Hammerbacher                  | deutscher Gewerkschafter und Politiker und Oberbürgermeister der Stadt Erlangen                         | 85    |       |
| 22. Oktober | Alfrēds Kampe                       | lettischer Eishockey-, Fußball- und Basketballspieler                                                   | 44    |       |
| 22. Oktober | Hannah Mitchell                     | englisch-britische Suffragette und Sozialistin                                                          | 84    |       |
| 22. Oktober | Wilhelm Prandtl                     | deutscher Chemiker und Chemiehistoriker                                                                 | 78    |       |
| 22. Oktober | Jeanne Rij-Rousseau                 | französische Künstlerin des Kubismus und Kunsttheoretikerin                                             | 86    |       |
| 22. Oktober | Earl Fuller                         | US-amerikanischer Leichtathlet                                                                          | 52    |       |
| 23. Oktober | Ernst Horadam                       | deutscher Freikorpsführer                                                                               | 73    |       |
| 23. Oktober | August Kubizek                      | Freund Adolf Hitlers während seiner Linzer und Wiener Zeit                                              | 68    |       |
| 24. Oktober | Ambros Madlener                     | Architekt mit Hauptwirkungsort Kempten                                                                  | 87    |       |
| 24. Oktober | Henry Nicholas Ridley               | britischer Botaniker                                                                                    | 100   |       |
| 24. Oktober | Tom Whittaker                       | englischer Fußballspieler und -trainer                                                                  | 58    |       |
| 25. Oktober | Josef Hecht                         | deutscher Lehrer und Denkmalpfleger                                                                     | 74    |       |
| 25. Oktober | Walter Karbe                        | deutscher Heimatforscher                                                                                | 79    |       |
| 25. Oktober | Sergei Alexandrowitsch Obradowitsch | russisch-sowjetischer Schriftsteller                                                                    | 64    |       |
| 25. Oktober | Risto Ryti                          | finnischer Ministerpräsident                                                                            | 67    |       |
| 26. Oktober | Lucien Gagnier                      | kanadischer Flötist                                                                                     | 55    |       |
| 26. Oktober | Walter Gieseking                    | deutscher Pianist                                                                                       | 60    |       |
| 26. Oktober | Alice Greene                        | englische Tennisspielerin, olympische Silbermedaillengewinnerin                                         | 77    |       |
| 26. Oktober | Albert Huyskens                     | deutscher Historiker, Archivar und Bibliothekar                                                         | 77    |       |
| 26. Oktober | Otto Scheff                         | österreichischer Schwimmer und Politiker, Abgeordneter zum Nationalrat                                  | 66    |       |
| 27. Oktober | Richard Guhr                        | deutscher Maler, Bildhauer und Hochschullehrer                                                          | 83    |       |
| 27. Oktober | Max Heydemann                       | deutscher Politiker, MdR                                                                                | 72    |       |
| 27. Oktober | Charles S. Johnson                  | US-amerikanischer Soziologe                                                                             | 63    |       |
| 27. Oktober | Jean van Kessel                     | deutscher Politiker, MdL                                                                                | 63    |       |
| 27. Oktober | James J. Lanzetta                   | US-amerikanischer Ingenieur, Offizier, Jurist und Politiker                                             | 61    |       |
| 27. Oktober | Viola Meynell                       | englische Schriftstellerin                                                                              | 71    |       |
| 27. Oktober | Domingos Leite Pereira              | portugiesischer katholischer Priester und Politiker                                                     | 74    |       |
| 27. Oktober | Leopold Sorta                       | kroatischer Schiffbau-Ingenieur                                                                         | 65    |       |
| 28. Oktober | Zenobia Camprubí                    | spanische Schriftstellerin und Übersetzerin                                                             | 69    |       |
| 28. Oktober | Robert Pohl                         | deutscher Lehrer und Heimatkundler                                                                      | 87    |       |
| 28. Oktober | Iwan Wassiljewitsch Smirnow         | russischer Jagdflieger im Ersten Weltkrieg                                                              | 61    |       |
| 28. Oktober | Carl Svensson                       | schwedischer Gewichtheber und Tauzieher                                                                 | 77    |       |
| 29. Oktober | Walter Evans Edge                   | US-amerikanischer Politiker                                                                             | 82    |       |
| 29. Oktober | Ogden Hammond                       | US-amerikanischer Botschafter in Spanien                                                                | 87    |       |
| 29. Oktober | Fritz Hofmann                       | deutscher Chemiker, Erfinder des Kautschuk                                                              | 89    |       |
| 29. Oktober | Arnold Davidowitsch Margolin        | russisch-ukrainischer Diplomat und später US-Anwalt                                                     | 78    |       |
| 29. Oktober | Louis Rosier                        | französischer Formel-1-Rennfahrer                                                                       | 50    |       |
| 29. Oktober | Wolfgang Wegener                    | deutscher Vizeadmiral                                                                                   | 81    |       |
| 30. Oktober | Pío Baroja                          | spanischer Schriftsteller                                                                               | 83    |       |
| 30. Oktober | Paa Grant                           | ghanaischer Politiker der Goldküste und Unternehmer                                                     | 78    |       |
| 30. Oktober | Paul Marx                           | österreichischer Schauspieler und Regisseur                                                             | 77    |       |
| 30. Oktober | Jacques Moeschal                    | belgischer Fußballspieler                                                                               | 56    |       |
| 30. Oktober | Andrei Wladimirowitsch Romanow      | Mitglied des Hauses Romanow-Holstein-Gottorp                                                            | 77    |       |
| 31. Oktober | Ludwig Eberle                       | deutscher Bildhauer, Medailleur, Maler und Grafiker                                                     | 73    |       |
| 31. Oktober | César Espinoza                      | chilenischer Fußballspieler                                                                             | 56    |       |
| 31. Oktober | Albert Galloway Keller              | US-amerikanischer Soziologe an der Yale University                                                      | 82    |       |
| 31. Oktober | August Meier-Böke                   | deutscher Lehrer und Heimatforscher                                                                     | 55    |       |
| 31. Oktober | Melchior Schwoon                    | deutscher Unternehmer                                                                                   | 84    |       |
| 31. Oktober | Franz Eugen Simon                   | deutsch-britischer physikalischer Chemiker                                                              | 63    |       |
| 31. Oktober | Rudolph Stickelmann                 | deutscher Fotograf                                                                                      | 86    |       |
| 31. Oktober | Edmund Aloysius Walsh               | US-amerikanischer Jesuit, Antikommunist, Hochschullehrer für Geopolitik                                 | 71    |       |

## November
| Tag          | Name                                | Beruf, bekannt als                                                                          | Alter | Beleg |
| ------------ | ----------------------------------- | ------------------------------------------------------------------------------------------- | ----- | ----- |
| 1. November  | Lajos Asztalos                      | ungarischer Schachspieler und Schachautor                                                   | 67    |       |
| 1. November  | Alf Bachmann                        | deutscher Maler                                                                             | 93    |       |
| 1. November  | Pietro Badoglio                     | italienischer Politiker und General                                                         | 85    |       |
| 1. November  | Tommy Johnson                       | US-amerikanischer Blues-Gitarrist                                                           |       |       |
| 1. November  | Joaquim Sunyer                      | spanischer Kunstmaler                                                                       | 81    |       |
| 1. November  | Friedrich Ulm                       | deutscher Politiker (FDP), MdL                                                              | 75    |       |
| 1. November  | Adolf Wahlmann                      | Leiter der NS-Tötungsanstalt Hadamar                                                        | 79    |       |
| 2. November  | Leo Baeck                           | Rabbiner und Vertreter des liberalen Judentums                                              | 83    |       |
| 2. November  | Johannes Ludwig Ebert               | deutscher Chemiker (Physikalische Chemie)                                                   | 62    |       |
| 2. November  | August Elshuber                     | österreichischer Politiker (HB), Abgeordneter zum Nationalrat                               | 66    |       |
| 2. November  | Martin Holt                         | britischer Degenfechter                                                                     | 75    |       |
| 2. November  | Motai Takeshi                       | japanischer Buchillustrator                                                                 | 48    |       |
| 2. November  | Siegfried von Sivers                | deutschbaltischer Aktivist, Arzt und Schriftsteller                                         | 69    |       |
| 2. November  | Emil Utitz                          | deutscher Philosoph und Holocaustüberlebender                                               | 73    |       |
| 3. November  | Cesare Cardini                      | italienisch-mexikanischer Restaurant- und Hotelbesitzer sowie Koch                          | 60    |       |
| 3. November  | Johanna Geisler                     | deutsche Opernsängerin (Sopran) und Schauspielerin                                          | 68    |       |
| 3. November  | Frederick Hughes                    | britischer Segler                                                                           | 90    |       |
| 3. November  | Andreas List                        | deutscher Verwaltungsjurist                                                                 | 52    |       |
| 3. November  | Jean Metzinger                      | französischer Maler                                                                         | 73    |       |
| 3. November  | Edward Francis Ryan                 | US-amerikanischer Geistlicher, Bischof von Burlington                                       | 77    |       |
| 3. November  | Lothar Toller                       | deutscher Maler und Radierer                                                                | 65    |       |
| 3. November  | August Winnig                       | deutscher Politiker, MdHB, Gewerkschafter und völkischer Schriftsteller                     | 78    |       |
| 3. November  | Reuven Yaron                        | israelischer Komponist und Soldat                                                           | 24    |       |
| 4. November  | Luis Arroyo                         | spanischer Schauspieler und Regisseur                                                       | 40    |       |
| 4. November  | Jacques Balsan                      | französischer Ballonfahrer und Pilot                                                        | 88    |       |
| 4. November  | Freddie Dixon                       | britischer Motorrad- und Autorennfahrer                                                     | 64    |       |
| 4. November  | Clemens Moser                       | preußischer Politiker                                                                       | 71    |       |
| 4. November  | Friedrich Walter                    | deutscher Historiker                                                                        | 86    |       |
| 5. November  | Paul Krische                        | deutscher Agrikulturchemiker und Agrargeograph                                              | 78    |       |
| 5. November  | Franz Löffler                       | deutscher Heilpädagoge                                                                      | 60    |       |
| 5. November  | Friedrich Romberg                   | deutscher Maschinenbauingenieur, Rektor an der Technischen Hochschule Berlin-Charlottenburg | 85    |       |
| 5. November  | Jules Saliège                       | französischer Erzbischof von Toulouse und Kardinal                                          | 86    |       |
| 5. November  | Hans Stilp                          | österreichischer Komponist                                                                  | 74    |       |
| 5. November  | Art Tatum                           | US-amerikanischer Jazz-Pianist                                                              | 47    |       |
| 5. November  | Freda Wuesthoff                     | deutsche Physikerin, Patentanwaltin und Pazifistin                                          | 60    |       |
| 06. November | Robert Bodley                       | südafrikanischer Sportschütze                                                               | 78    |       |
| 6. November  | Friedrich Wilhelm Elchlepp          | deutscher Lehrer und Kurator                                                                | 59    |       |
| 6. November  | Paul Kelly                          | US-amerikanischer Schauspieler                                                              | 57    |       |
| 6. November  | Rudolf Margreiter                   | österreichischer Maler                                                                      | 80    |       |
| 6. November  | Fritz Obrutschka                    | österreichischer Hotelier und Politiker, Abgeordneter zum Nationalrat                       | 62    |       |
| 6. November  | Alice Schalek                       | österreichische Journalistin, Fotografin und Autorin                                        | 82    |       |
| 6. November  | Leo Schidrowitz                     | österreichischer Journalist und Verleger                                                    | 62    |       |
| 6. November  | Asaf Simhoni                        | israelischer Generalmajor                                                                   | 34    |       |
| 7. November  | Wollmar Boström                     | schwedischer Tennisspieler                                                                  | 78    |       |
| 7. November  | Una Mae Carlisle                    | US-amerikanische Sängerin, Songwriterin und Pianistin des Swing                             | 40    |       |
| 7. November  | Antonio M. Fernández                | US-amerikanischer Politiker                                                                 | 54    |       |
| 7. November  | Otto Muck                           | österreichischer Techniker und Wissenschaftler                                              | 64    |       |
| 7. November  | Josep Munné i Mitjans               | katalanischer klassischer Violinist und Musikpädagoge                                       |       |       |
| 7. November  | Jean-Pierre Pedrazzini              | französisch-schweizerischer Fotograf                                                        | 29    |       |
| 7. November  | Walter von Steinäcker               | deutscher Jurist und Nationalsozialist                                                      | 73    |       |
| 8. November  | Franco Bartoloni                    | italienischer Paläograph und Diplomatiker                                                   | 42    |       |
| 8. November  | Amalie Falke von Lilienstein        | österreichische Schriftstellerin und Übersetzerin                                           | 88    |       |
| 8. November  | Hans Schittnig                      | deutscher Generalleutnant                                                                   | 62    |       |
| 8. November  | Adolf Schmalix                      | deutscher antisemitischer Politiker und Wochenblattherausgeber                              | 66    |       |
| 9. November  | Cäsar Bachmann                      | Schweizer Politiker (LPS)                                                                   | 64    |       |
| 9. November  | Hildebrand Gurlitt                  | deutscher Kunsthistoriker und Kunsthändler                                                  | 61    |       |
| 9. November  | Hubert Houben                       | deutscher Leichtathlet                                                                      | 58    |       |
| 9. November  | Aino Kallas                         | finnisch-estnische Schriftstellerin und Lyrikerin                                           | 78    |       |
| 9. November  | Walter Plitt                        | deutscher Politiker und Journalist                                                          | 51    |       |
| 10. November | Alfred Dang                         | deutsch-argentinischer Journalist und Pädagoge                                              | 63    |       |
| 10. November | Gerhard Ebeler                      | Kölner Autor, Liedermacher und Karnevalsschlager-Komponist                                  | 79    |       |
| 10. November | Mathias Floeth                      | deutscher Verwaltungsbeamter, Landrat                                                       | 60    |       |
| 10. November | Jean Christoph Harth                | deutscher Politiker, MdL                                                                    | 74    |       |
| 10. November | Baptist Knieß                       | deutscher General der Infanterie im Zweiten Weltkrieg                                       | 71    |       |
| 10. November | Erdman Penner                       | kanadischer Drehbuchautor, Liedtexter und Musiker                                           | 51    |       |
| 10. November | David Seymour                       | polnischer Fotograf                                                                         | 44    |       |
| 10. November | Victor Young                        | US-amerikanischer Violinist, Komponist und Bandleader                                       | 56    |       |
| 11. November | Robert Ehrhart-Ehrhartstein         | österreichischer Ministerialbeamter und Schriftsteller                                      | 86    |       |
| 11. November | António Ferro                       | portugiesischer Journalist und Politiker                                                    | 61    |       |
| 11. November | Marie Hall                          | englische Violinistin                                                                       | 72    |       |
| 11. November | Victor Pietschmann                  | österreichischer Ichthyologe                                                                | 75    |       |
| 11. November | Hiram Tuttle                        | US-amerikanischer Dressurreiter                                                             | 73    |       |
| 12. November | Martin Bethe                        | deutscher Arzt und Genealoge                                                                | 89    |       |
| 12. November | Hans Eugster                        | Schweizer Turner                                                                            | 27    |       |
| 12. November | Heia                                | deutsche Malerin und Zeichnerin                                                             | 52    |       |
| 12. November | Juan Negrín                         | letzter Ministerpräsident der Spanischen Republik                                           | 65    |       |
| 12. November | Fritz Hermann Schwob                | deutscher Politiker (CDU) und Minister in Brandenburg in der DDR                            | 65    |       |
| 13. November | Wilhelm Ament                       | deutscher Psychologe und Verleger                                                           | 80    |       |
| 13. November | Werner Haas                         | deutscher Motorradrennfahrer                                                                | 29    |       |
| 13. November | Josef Hartwig                       | deutscher Bildhauer                                                                         | 76    |       |
| 13. November | Leo Löwenstein                      | deutscher Physiker und Chemiker                                                             | 77    |       |
| 13. November | Hugo Meister                        | deutscher Politiker                                                                         | 55    |       |
| 13. November | Mořic Pícha                         | Bischof von Königgrätz                                                                      | 87    |       |
| 13. November | Dave Trottier                       | kanadischer Eishockeyspieler                                                                | 50    |       |
| 13. November | Zang Shiyi                          | chinesischer und mandschurischer General und Politiker                                      | 72    |       |
| 14. November | Hans Roger Madol                    | deutscher Schriftsteller                                                                    | 53    |       |
| 14. November | Ture Person                         | schwedischer Sprinter                                                                       | 63    |       |
| 14. November | Robert Lincoln Ramsay               | US-amerikanischer Politiker                                                                 | 79    |       |
| 14. November | Yusab II.                           | Papst von Alexandrien und Patriarch des Stuhles vom Heiligen Markus                         |       |       |
| 15. November | Yvon Delbos                         | französischer Politiker der Dritten und Vierten Republik                                    | 71    |       |
| 15. November | Alén Diviš                          | tschechischer Maler und Illustrator                                                         | 56    |       |
| 15. November | Elisabeth von Rumänien              | rumänische Prinzessin                                                                       | 62    |       |
| 15. November | Hans Herkommer                      | deutscher Architekt                                                                         | 69    |       |
| 15. November | Friedrich Lammert                   | deutscher Altphilologe und Historiker                                                       | 66    |       |
| 15. November | Emma Richter                        | deutsche Paläontologin                                                                      | 68    |       |
| 15. November | Franz Stoll                         | österreichischer Tischler, Abgeordneter zum Nationalrat                                     | 54    |       |
| 16. November | Max Häusserer                       | deutscher Polizeibeamter und SS-Führer                                                      | 66    |       |
| 16. November | Hermann Otto Ippen                  | deutscher Reeder                                                                            | 83    |       |
| 16. November | Wilhelm Mackeben                    | deutscher Diplomat                                                                          | 63    |       |
| 16. November | Henry Arthur Sanders                | US-amerikanischer Klassischer Philologe und Papyrologe                                      | 88    |       |
| 16. November | Robert Wartenberg                   | deutschamerikanischer Neurologe                                                             | 70    |       |
| 16. November | Wilhelm Traugott von Wasielewski    | deutscher Maler und Zeichner                                                                | 78    |       |
| 17. November | John Evershed                       | britischer Astronom                                                                         | 92    |       |
| 17. November | Hans Künkel                         | deutscher Schriftsteller                                                                    | 60    |       |
| 18. November | Clarence Augustus Chant             | kanadischer Astronom                                                                        | 91    |       |
| 18. November | John David Clifford                 | US-amerikanischer Jurist und Politiker                                                      | 69    |       |
| 18. November | Mabel Hill                          | neuseeländische Malerin                                                                     | 84    |       |
| 18. November | Ernst Fuhrmann                      | deutscher Dichter und Museumsleiter                                                         | 69    |       |
| 18. November | Franz Kölbl                         | österreichischer Politiker (CS), Landtagspräsident                                          | 80    |       |
| 18. November | Hermann Weber                       | deutscher Zoologe                                                                           | 56    |       |
| 19. November | Victor Campbell                     | britischer Marineoffizier und Antarktisforscher                                             | 81    |       |
| 19. November | Thomas Derrig                       | irischer Politiker                                                                          | 58    |       |
| 19. November | Hans Foschum                        | böhmisch-österreichischer Architekt                                                         | 50    |       |
| 19. November | Karl Pregizer                       | deutscher Architekt                                                                         | 84    |       |
| 19. November | Lew Wladimirowitsch Rudnew          | russischer Architekt                                                                        | 71    |       |
| 19. November | Francis L. Sullivan                 | britischer Bühnen- und Filmschauspieler                                                     | 53    |       |
| 20. November | Achille Baquet                      | US-amerikanischer Jazzmusiker                                                               | 71    |       |
| 20. November | Emmerich Hanus                      | österreichischer Spielfilmregisseur, Schauspieler, Drehbuchautor und Produzent              | 77    |       |
| 20. November | Leo von Hibler                      | österreichischer Anglist                                                                    | 71    |       |
| 20. November | Adolf Köppe                         | deutscher Landwirt, Tierzüchter und Verbandsfunktionär                                      | 82    |       |
| 21. November | Aizu Yaichi                         | japanischer Literaturhistoriker und Lyriker                                                 | 75    |       |
| 21. November | Johann Rihosek                      | österreichischer Ingenieur und Lokomotiv-Konstrukteur                                       | 87    |       |
| 21. November | Robert Rössle                       | deutscher Pathologe                                                                         | 80    |       |
| 22. November | Rudolf Heinisch                     | deutscher Maler, Graphiker und Bühnenbildner                                                | 60    |       |
| 22. November | Vincent de Moro-Giafferi            | französischer Anwalt und Politiker, Mitglied der Nationalversammlung                        | 78    |       |
| 22. November | Walther Schoenichen                 | Biologe und einer der frühen deutschen Naturschützer                                        | 80    |       |
| 22. November | Bernhard Joseph Stern               | US-amerikanischer Soziologe und Anthropologe                                                | 62    |       |
| 22. November | Johan Wichers                       | niederländischer Komponist                                                                  | 69    |       |
| 23. November | Armin Berg                          | österreichischer Kabarettist, Komponist, Pianist, Schriftsteller und Schauspieler           | 73    |       |
| 23. November | Henri Demiéville                    | Schweizer Schwimmer und Wasserballspieler                                                   |       |       |
| 23. November | Johannes Heepe                      | deutscher evangelisch-lutherischer Geistlicher                                              | 71    |       |
| 23. November | Wilhelm Karl von Isenburg           | deutscher Genealoge                                                                         | 53    |       |
| 23. November | Viktor Kienböck                     | österreichischer Politiker, Mitglied des Bundesrates                                        | 83    |       |
| 23. November | André Marty                         | französischer Interbrigadist, Mitglied der Nationalversammlung                              | 70    |       |
| 23. November | Hilda Petrie                        | britische Ägyptologin                                                                       | 85    |       |
| 23. November | Christo Albertyn Smith              | südafrikanischer Botaniker                                                                  | 58    |       |
| 23. November | Jean Alexandru Steriadi             | rumänischer Maler und Grafiker                                                              | 76    |       |
| 23. November | William von Wirén                   | estnischer Segler                                                                           | 62    |       |
| 24. November | Stina Aronson                       | schwedische Schriftstellerin                                                                | 63    |       |
| 24. November | Guido Cantelli                      | italienischer Dirigent                                                                      | 36    |       |
| 24. November | Elis Essen-Möller                   | schwedischer Mediziner und Professor an der Universität Lund                                | 86    |       |
| 24. November | Emil Holfelder                      | deutscher Fabrikant                                                                         | 79    |       |
| 24. November | Flora Sandes                        | britische Krankenschwester und Soldatin                                                     | 80    |       |
| 25. November | Louie Bennett                       | irische Gewerkschafterin und Suffragette                                                    |       |       |
| 25. November | Oleksandr Dowschenko                | ukrainischer Regisseur und Schriftsteller                                                   | 62    |       |
| 25. November | Alberto Guani                       | uruguayischer Jurist, Diplomat und Vizepräsident                                            | 79    |       |
| 25. November | Ludwig Köhler                       | Schweizer reformierter Theologe                                                             | 76    |       |
| 26. November | Emil Georg Bührle                   | Schweizer Industrieller deutscher Abstammung und Kunstsammler                               | 66    |       |
| 26. November | Sophie Karlowna von Buxhoeveden     | letzte Hofdame der Zarin Alexandra Fjodorowna                                               | 73    |       |
| 26. November | Oscar Cahén                         | kanadischer Maler und Grafiker                                                              | 40    |       |
| 26. November | Tommy Dorsey                        | US-amerikanischer Jazzmusiker                                                               | 51    |       |
| 26. November | Paul Gleeson                        | US-amerikanischer Tennisspieler                                                             | 76    |       |
| 26. November | Karl Kroemer                        | deutscher Weinbauwissenschaftler                                                            | 85    |       |
| 26. November | Adolf Küry                          | Bischof in der Schweiz                                                                      | 86    |       |
| 26. November | Robert L. Mouton                    | US-amerikanischer Politiker                                                                 | 64    |       |
| 26. November | Robert Sandrock                     | deutscher Maler                                                                             | 59    |       |
| 26. November | Therese Elisabetha Schmitt          | deutsche Kunstfliegerin                                                                     | 46    |       |
| 26. November | George Seid                         | US-amerikanischer Filmtechniker                                                             | 66    |       |
| 26. November | Helmut von den Steinen              | deutscher Essayist und Literaturübersetzer                                                  | 66    |       |
| 27. November | Peter Paul Albert                   | deutscher Historiker und Archivar                                                           | 94    |       |
| 27. November | Hugo Ballin                         | US-amerikanischer Maler, Wandmaler, Schriftsteller und Filmregisseur                        | 77    |       |
| 27. November | Franciszek Fiedler                  | polnischer Politiker, Mitglied des Sejm und Historiker                                      | 76    |       |
| 27. November | Pierre Gendron                      | US-amerikanischer Stummfilmschauspieler und Drehbuchautor                                   | 60    |       |
| 27. November | Hans Glissmann                      | deutscher Bildhauer                                                                         | 62    |       |
| 27. November | Richard Krentzlin                   | deutscher Klavierpädagoge und Komponist                                                     | 92    |       |
| 27. November | Peet Stol                           | niederländischer Fußballnationalspieler                                                     | 76    |       |
| 27. November | Michail Alexandrowitsch Waschakidse | sowjetischer Astronom                                                                       | 47    |       |
| 27. November | Alvin F. Weichel                    | US-amerikanischer Politiker                                                                 | 65    |       |
| 28. November | Walerian Bierdiajew                 | polnischer Komponist, Dirigent und Musikpädagoge                                            | 71    |       |
| 28. November | Károly Gundel                       | ungarischer Koch und Gastwirt                                                               | 73    |       |
| 28. November | Ishikawa Sanshirō                   | japanischer Sozialist und Anarchist                                                         | 80    |       |
| 28. November | Julius Caesar de Miranda            | surinamischer Politiker und Jurist                                                          | 50    |       |
| 29. November | Willi Auerswald                     | deutscher SS-Oberscharführer im KZ Mauthausen                                               | 61    |       |
| 29. November | Theodor Mayer                       | österreichischer Architekt                                                                  | 82    |       |
| 29. November | Hans Proesler                       | deutscher Historiker und Soziologe                                                          | 67    |       |
| 29. November | Stephan von Spee                    | deutscher Politiker und preußischer Landrat im Kreis Borken                                 | 90    |       |
| 30. November | Ernst Canter                        | deutscher Luftfahrtpionier                                                                  |       |       |
| 30. November | Ludvík Kuba                         | tschechischer Landschaftsmaler, Musiker und Schriftsteller                                  | 93    |       |
| 30. November | Aleksander Mägi                     | estnischer Fußballspieler                                                                   | 59    |       |
| 30. November | Rudolf Schneider                    | deutscher Jurist und Oberlandesgerichtspräsident Hamm                                       | 81    |       |
| 30. November | Jean Schwartz                       | US-amerikanischer Songwriter                                                                | 78    |       |
| November     | Max Herz                            | österreichischer Internist                                                                  | 91    |       |

## Dezember
| Tag          | Name                                                        | Beruf, bekannt als                                                           | Alter | Beleg |
| ------------ | ----------------------------------------------------------- | ---------------------------------------------------------------------------- | ----- | ----- |
| 1. Dezember  | Otto Coninx-Girardet                                        | deutsch-schweizerischer Verleger                                             | 85    |       |
| 1. Dezember  | Antonin Duraffour                                           | französischer Romanist und Dialektologe                                      | 77    |       |
| 1. Dezember  | Arrigo Menicocci                                            | italienischer Ruderer                                                        | 23    |       |
| 1. Dezember  | Jakob Rauch                                                 | deutscher katholischer Geistlicher                                           | 75    |       |
| 1. Dezember  | Maud Winifred Sherwood                                      | neuseeländisch-australische Malerin                                          | 75    |       |
| 2. Dezember  | Dell Henderson                                              | US-amerikanischer Regisseur, Schauspieler und Drehbuchautor                  | 79    |       |
| 2. Dezember  | Rolf Müller-Landau                                          | deutscher Maler                                                              | 53    |       |
| 2. Dezember  | Franz Osten                                                 | deutscher Filmregisseur                                                      | 79    |       |
| 2. Dezember  | Walter Schuhmann                                            | deutscher Politiker, MdR                                                     | 58    |       |
| 3. Dezember  | Josef Batliner                                              | österreichischer Politiker, Landtagsabgeordneter zum Vorarlberger Landtag    | 84    |       |
| 3. Dezember  | Felix Bernstein                                             | deutscher Mathematiker                                                       | 78    |       |
| 3. Dezember  | Josef Hellauer                                              | österreichischer Professor für Betriebswirtschaft                            | 85    |       |
| 3. Dezember  | Alexander Michailowitsch Rodtschenko                        | sowjetischer Maler, Grafiker und Fotograf                                    | 64    |       |
| 3. Dezember  | Vincent Scramuzza                                           | US-amerikanischer Althistoriker                                              | 70    |       |
| 4. Dezember  | Hans Fricker                                                | Schweizer Politiker                                                          | 77    |       |
| 4. Dezember  | Roland Graßberger                                           | österreichischer Hygieniker                                                  | 89    |       |
| 4. Dezember  | Johann Surbeck                                              | Schweizer Buchdrucker und Politiker                                          | 64    |       |
| 4. Dezember  | Friedrich Sebastian Zubrod                                  | deutscher Komponist, Dichter, Musiker und Organist                           | 43    |       |
| 5. Dezember  | Fritz Bergerhoff                                            | deutscher Politiker der NSDAP                                                | 60    |       |
| 5. Dezember  | Christian Christensen                                       | dänischer Mittelstreckenläufer                                               | 80    |       |
| 5. Dezember  | Hermann Kinkele                                             | Bürgermeister, Katholik und Pazifist                                         | 64    |       |
| 5. Dezember  | Léon Pêtre                                                  | französischer Kolonialbeamter                                                | 75    |       |
| 5. Dezember  | Edward Wales Root                                           | US-amerikanischer Kunstsammler                                               | 72    |       |
| 5. Dezember  | Carl Traut                                                  | deutscher Schriftsteller                                                     | 84    |       |
| 6. Dezember  | Albert Aftalion                                             | französischer Konjunkturtheoretiker                                          | 82    |       |
| 6. Dezember  | Bhimrao Ramji Ambedkar                                      | indischer Politiker und Sozialreformer                                       | 65    |       |
| 6. Dezember  | Helen Duncan                                                | letzte Person, nach dem Witchcraft Act von 1735 ins Gefängnis gesperrt wurde | 59    |       |
| 6. Dezember  | John Geiger                                                 | US-amerikanischer Ruderer                                                    | 83    |       |
| 6. Dezember  | Ernst Giese                                                 | deutscher Gerichtsmediziner und Hochschullehrer                              | 91    |       |
| 6. Dezember  | Franz Graf                                                  | deutscher Politiker, MdL                                                     | 56    |       |
| 7. Dezember  | Ferdinand Conrad                                            | deutscher Jockey                                                             | 58    |       |
| 7. Dezember  | Henry Fillmore                                              | US-amerikanischer Komponist, Posaunist und Kapellmeister                     | 75    |       |
| 7. Dezember  | Reşat Nuri Güntekin                                         | türkischer Diplomat und Schriftsteller                                       |       |       |
| 7. Dezember  | Arthur Lange                                                | US-amerikanischer Filmkomponist, Bandleader, Arrangeur und Liedtexter        | 67    |       |
| 7. Dezember  | Otto Somann                                                 | deutscher SS-Oberführer                                                      | 57    |       |
| 7. Dezember  | Robert Sondheimer                                           | deutscher Musikwissenschaftler                                               | 75    |       |
| 7. Dezember  | Karl Wilhelm Zitzmann                                       | deutscher Kunstsammler                                                       | 85    |       |
| 8. Dezember  | Jimmie Angel                                                | US-amerikanischer Pilot                                                      | 57    |       |
| 8. Dezember  | Edgar Bainton                                               | britischer Komponist                                                         | 76    |       |
| 8. Dezember  | Heinrich Bruckhoff                                          | deutscher Politiker (SPD), MdL                                               | 64    |       |
| 8. Dezember  | Christian Gerthsen                                          | deutscher Physiker                                                           | 62    |       |
| 8. Dezember  | Theodor Laasch                                              | deutscher lutherischer Theologe und Landessuperintendent                     | 62    |       |
| 8. Dezember  | Finn Lambrechts                                             | norwegischer Generalleutnant                                                 | 56    |       |
| 8. Dezember  | Marie Louise von Schleswig-Holstein-Sonderburg-Augustenburg | Mitglied der britischen königlichen Familie                                  | 84    |       |
| 8. Dezember  | Franz Adam Wagner                                           | Landtagsabgeordneter Volksstaat Hessen                                       | 87    |       |
| 9. Dezember  | Uriel Birnbaum                                              | österreichisch-niederländischer Maler, Schriftsteller und Dichter            | 62    |       |
| 9. Dezember  | Lou Handman                                                 | amerikanischer Songwriter und Filmmusik-Komponist                            | 62    |       |
| 9. Dezember  | Stephen Poplawski                                           | US-amerikanischer Erfinder                                                   | 61    |       |
| 9. Dezember  | Hermann Weller                                              | deutscher neulateinischer Dichter                                            | 78    |       |
| 10. Dezember | Hugh Cecil, 1. Baron Quickswood                             | britischer Politiker, Mitglied des House of Commons                          | 87    |       |
| 10. Dezember | Ottilie Kaysel                                              | deutsche Malerin und Graphikerin                                             | 81    |       |
| 10. Dezember | Felix Meindl                                                | deutscher Kommunalpolitiker und Justizoberinspektor                          | 74    |       |
| 10. Dezember | Wilhelm Neuhaus                                             | deutscher Lehrer, Heimatforscher und Schriftsteller                          | 82    |       |
| 10. Dezember | David Shimoni                                               | hebräischer Dichter                                                          | 65    |       |
| 11. Dezember | Nicolas Braunstein                                          | luxemburgischer Psychologe und Hochschullehrer                               | 82    |       |
| 11. Dezember | Oliver Edgcumbe                                             | britischer General                                                           | 64    |       |
| 11. Dezember | Bartholomew Joseph Eustace                                  | US-amerikanischer Bischof von Camden                                         | 69    |       |
| 11. Dezember | Stefi Geyer                                                 | ungarische Violinistin                                                       | 68    |       |
| 11. Dezember | Ludwig Mader                                                | deutscher Klassischer Philologe und Gymnasiallehrer                          | 73    |       |
| 12. Dezember | August Block                                                | deutscher Landwirt und Politiker, MdL                                        | 78    |       |
| 12. Dezember | Ewald André Dupont                                          | deutscher Filmregisseur und Drehbuchautor                                    | 64    |       |
| 12. Dezember | Karl Hentschel                                              | deutscher General                                                            | 56    |       |
| 12. Dezember | Georg Mall                                                  | deutscher Architekt und Politiker (DDP, DStP, DemP, FDP)                     | 78    |       |
| 12. Dezember | Aloys Nölle                                                 | deutscher Politiker (CDU), MdL                                               | 57    |       |
| 12. Dezember | Edward G. Rohrbough                                         | US-amerikanischer Politiker                                                  | 82    |       |
| 13. Dezember | Wilhelmine Badl                                             | österreichische Bildhauerin, Grafikerin und Malerin                          | 56    |       |
| 13. Dezember | Erich Drescher                                              | deutscher Politiker, MdR                                                     | 62    |       |
| 13. Dezember | Justin Godart                                               | französischer Politiker                                                      | 85    |       |
| 13. Dezember | Arthur Francis Grimble                                      | britischer Beamter des Colonial Service, Schriftsteller und Hörfunkmoderator | 68    |       |
| 13. Dezember | Sara Nussbaum                                               | deutsche Rot-Kreuz-Schwester und Überlebende des Holocaust                   | 88    |       |
| 14. Dezember | Kaarle Artturi Aarnio                                       | finnischer Kantor, Dirigent, Organist, Komponist und Musikpädagoge           | 77    |       |
| 14. Dezember | Alfons Glatzel                                              | deutscher SS-Führer und Polizeibeamter                                       | 67    |       |
| 14. Dezember | Martha Kimmerling                                           | deutsche Politikerin, MdHB                                                   | 83    |       |
| 14. Dezember | Juho Kusti Paasikivi                                        | finnischer Staatspräsident                                                   | 86    |       |
| 14. Dezember | Johann Heinrich Rille                                       | österreichischer Dermatologe                                                 | 92    |       |
| 15. Dezember | Guido Boni                                                  | italienischer Turner                                                         | 64    |       |
| 15. Dezember | Nikolaus Eiden                                              | deutscher Politiker, MdR                                                     | 55    |       |
| 15. Dezember | William Wright Smith                                        | schottischer Botaniker                                                       | 81    |       |
| 15. Dezember | Willi Wallstab                                              | deutscher Politiker                                                          | 68    |       |
| 15. Dezember | Georg Weidenhöfer                                           | deutscher Politiker, MdR                                                     | 74    |       |
| 16. Dezember | René Couzinet                                               | französischer Ingenieur und Flugzeugbauer                                    | 52    |       |
| 16. Dezember | Frederick George Donnan                                     | britischer Chemiker                                                          | 86    |       |
| 16. Dezember | Nina Hamnett                                                | britische Malerin, Bildhauerin und Schriftstellerin                          | 66    |       |
| 16. Dezember | Heinrich Herbert                                            | deutscher Bauingenieur                                                       | 84    |       |
| 16. Dezember | Franz Lang                                                  | deutscher Schlosser und Motorenbauer                                         | 83    |       |
| 16. Dezember | Bob Olin                                                    | US-amerikanischer Boxer                                                      | 48    |       |
| 16. Dezember | Frithjof Olstad                                             | norwegischer Ruderer                                                         | 66    |       |
| 16. Dezember | Johannes Rathje                                             | liberaler Journalist und Politiker                                           | 76    |       |
| 16. Dezember | Martin Schieren                                             | deutscher Verwaltungsjurist und Abgeordneter                                 | 70    |       |
| 16. Dezember | Franz Triebsch                                              | deutscher Landschafts- und Porträtmaler                                      | 86    |       |
| 17. Dezember | Frank Aydelotte                                             | US-amerikanischer Erzieher, Gelehrter und Schriftsteller                     | 76    |       |
| 17. Dezember | Ernst Brandt                                                | deutscher Politiker, MdR, MdV,                                               | 60    |       |
| 17. Dezember | Martin Gerste                                               | erster Sportdirektor in Mülheim an der Ruhr                                  | 84    |       |
| 17. Dezember | Cuno von Rantzau                                            | deutscher Offizier und Hofbeamter                                            | 92    |       |
| 17. Dezember | Max Rosen                                                   | US-amerikanischer Musiklehrer und Violinist                                  | 56    |       |
| 17. Dezember | Erich Schlesinger                                           | deutscher Verwaltungsjurist und Professor                                    | 75    |       |
| 18. Dezember | Heinrich Hauser                                             | deutscher Schauspieler                                                       | 65    |       |
| 18. Dezember | Pedro Luna                                                  | chilenischer Maler                                                           | 60    |       |
| 18. Dezember | Paul Ohlig                                                  | deutscher evangelischer Pfarrer                                              | 75    |       |
| 18. Dezember | Viktor Weißenbacher                                         | deutscher Fußballspieler                                                     | 59    |       |
| 19. Dezember | Arnold Gustavs                                              | evangelischer Pfarrer                                                        | 81    |       |
| 19. Dezember | Eugen Klee                                                  | deutscher Botschafter                                                        | 68    |       |
| 20. Dezember | Hildur Andersen                                             | norwegische Pianistin                                                        | 92    |       |
| 20. Dezember | Paul Bonatz                                                 | deutscher Architekt und Hochschullehrer                                      | 79    |       |
| 20. Dezember | Charley Rogers                                              | britischer Schauspieler, Regisseur und Drehbuchautor                         | 69    |       |
| 20. Dezember | Friedrich Trautwein                                         | deutscher Pionier der elektronischen Musik                                   | 68    |       |
| 21. Dezember | W. J. Galbraith                                             | US-amerikanischer Jurist und Politiker                                       | 73    |       |
| 21. Dezember | Micheil Gelowani                                            | georgischer Schauspieler und Regisseur                                       | 63    |       |
| 21. Dezember | Paul Reusch                                                 | deutscher Manager                                                            | 88    |       |
| 21. Dezember | Lewis M. Terman                                             | US-amerikanischer Psychologe                                                 | 79    |       |
| 22. Dezember | Wenzel Baier                                                | sudetendeutscher Lehrer und Heimatforscher                                   | 87    |       |
| 22. Dezember | Henri Callot                                                | französischer Fechter                                                        | 81    |       |
| 22. Dezember | Maurice Desfassiaux                                         | französischer Kameramann                                                     | 70    |       |
| 22. Dezember | Otto Kohtz                                                  | deutscher Architekturtheoretiker und Autor                                   | 76    |       |
| 22. Dezember | Käte Lassen                                                 | deutsche Malerin                                                             | 76    |       |
| 22. Dezember | Claudio Matte Pérez                                         | chilenischer Politiker                                                       | 98    |       |
| 22. Dezember | Ruggero Moro                                                | italienischer Radrennfahrer                                                  | 45    |       |
| 22. Dezember | Erich Rhein                                                 | deutscher Maler und Graphiker                                                | 54    |       |
| 22. Dezember | Alexander Roche, Baron Roche                                | britischer Jurist                                                            | 85    |       |
| 23. Dezember | Frank Partos                                                | ungarisch-amerikanischer Drehbuchautor                                       | 55    |       |
| 23. Dezember | Nikolai Nissen Paus                                         | norwegischer Chirurg und Präsident des Norwegischen Roten Kreuzes            | 79    |       |
| 23. Dezember | Josep Puig i Cadafalch                                      | katalanischer Architekt                                                      | 89    |       |
| 23. Dezember | Homer Scott                                                 | US-amerikanischer Kameramann                                                 | 76    |       |
| 24. Dezember | Harry Jones                                                 | kanadischer Segler                                                           | 61    |       |
| 24. Dezember | Hugo Mosler                                                 | deutscher Funk- und Fernmeldetechniker, Professor der TH Braunschweig        | 81    |       |
| 24. Dezember | Josef Plakolm                                               | österreichischer Polizeipräsident und SS-Führer                              | 67    |       |
| 24. Dezember | Vicente Rama                                                | philippinischer Schriftsteller, Journalist und Politiker                     | 69    |       |
| 24. Dezember | Ludwig Adrian Sanders                                       | niederländischer Bauingenieur und Bauunternehmer                             | 89    |       |
| 24. Dezember | Arthur Stellbrink                                           | deutscher Radrennfahrer                                                      | 72    |       |
| 24. Dezember | Alfred Webinger                                             | österreichischer Philologe                                                   | 71    |       |
| 25. Dezember | Ralph Marcus                                                | US-amerikanischer Experte für hellenistisches Judentum                       | 56    |       |
| 25. Dezember | Robert Walser                                               | deutschsprachiger Schweizer Schriftsteller                                   | 78    |       |
| 26. Dezember | Jakob Adlhart d. Ä.                                         | deutscher Bildhauer, Fassmaler, Vergolder und Restaurator                    | 85    |       |
| 26. Dezember | Rose E. Collom                                              | US-amerikanische Botanikerin                                                 | 86    |       |
| 26. Dezember | Frederick Morgan Davenport                                  | US-amerikanischer Soziologe und Politiker                                    | 90    |       |
| 26. Dezember | T. Millet Hand                                              | US-amerikanischer Politiker                                                  | 54    |       |
| 26. Dezember | Holmes Herbert                                              | britischer Schauspieler                                                      | 74    |       |
| 26. Dezember | Thea Hoogensteijn                                           | niederländische Sekretärin                                                   | 38    |       |
| 26. Dezember | Arnold Kutzinski                                            | deutscher Neurologe und Psychiater                                           | 77    |       |
| 26. Dezember | Preston Tucker                                              | US-amerikanischer Autodesigner und -hersteller                               | 53    |       |
| 27. Dezember | Ludwig Bartning                                             | deutscher Maler                                                              | 80    |       |
| 27. Dezember | Ernst Bornstedt                                             | deutscher Schauspieler, Regisseur und Theaterintendant                       | 88    |       |
| 27. Dezember | Ivan Dresser                                                | US-amerikanischer Langstreckenläufer                                         | 60    |       |
| 27. Dezember | Franz Schoppa                                               | polnischer Politiker                                                         | 74    |       |
| 28. Dezember | Marjorie Fielding                                           | britische Bühnen- und Filmschauspielerin                                     | 64    |       |
| 28. Dezember | Louis Handley                                               | US-amerikanischer Schwimmer und Wasserballspieler                            | 82    |       |
| 28. Dezember | Otto Neumann                                                | österreichischer Sänger                                                      | 65    |       |
| 28. Dezember | Oskar Olsen                                                 | norwegischer Eisschnellläufer                                                | 59    |       |
| 28. Dezember | Iwan Albertowitsch Puni                                     | russischer Maler                                                             | 64    |       |
| 28. Dezember | József Varga                                                | ungarischer Chemiker                                                         | 65    |       |
| 29. Dezember | Martin Albertz                                              | deutscher Theologe                                                           | 73    |       |
| 29. Dezember | Robert Sterling Clark                                       | amerikanischer Unternehmer, Autor, Kunstsammler, Mäzen und Museumsgründer    | 79    |       |
| 29. Dezember | Emma Leavitt-Morgan                                         | US-amerikanische Tennisspielerin                                             | 91    |       |
| 29. Dezember | Albert Malche                                               | Schweizer Pädagoge und Politiker (FDP)                                       | 80    |       |
| 29. Dezember | Hans von Tabarelli                                          | österreichischer Dramatiker und Erzähler und Verlagslektor                   | 58    |       |
| 30. Dezember | Maria Kotarba                                               | polnische Widerstandskämpferin                                               | 49    |       |
| 30. Dezember | Paul Mendelssohn Bartholdy der Jüngere                      | deutscher Chemiker und Industrieller                                         | 77    |       |
| 30. Dezember | Heinrich Scholz                                             | deutscher evangelischer Theologe, Mathematiker und Philosoph                 | 72    |       |
| 31. Dezember | Edwin Plimpton Adams                                        | Physiker                                                                     | 78    |       |
| 31. Dezember | Henry Carl Luckey                                           | US-amerikanischer Politiker                                                  | 88    |       |
| 31. Dezember | Awraami Pawlowitsch Sawenjagin                              | russischer Metallurg und Politiker                                           | 55    |       |
| 31. Dezember | Paul Treibe                                                 | deutscher Ministerialbeamter                                                 | 80    |       |
| Dezember     | Fritz Reusing                                               | deutscher Maler                                                              |       |       |